# مثلث (فیلم ۲۰۰۷)
مثلث (انگلیسی: Triangle) فیلمی در ژانر اکشن به کارگردانی تسوی هارک، رینگو لام، و جانی تو است که در سال ۲۰۰۷ منتشر شد. از بازیگران آن می‌توان به سیمون یام و کلی لین اشاره کرد.